# Raphaël Freida
Raphaël Freida (1877-1942) est un peintre, graveur, affichiste et illustrateur français. Bien qu'il soit un cartonnier très prolifique, ses illustrations, principalement ses eaux-fortes, sont peu nombreuses mais marquantes.

## Biographie
Raphaël Freida est né à Digne le 26 mai 1877. Après des études commencées à 15 ans à l'École nationale des beaux-arts de Lyon, il s'installe à Paris où il devient l'élève de Jean-Paul Laurens.
Entre 1903 et 1929, il présente régulièrement ses œuvres au Salon de la Société des artistes français. Il illustre de ses eaux-fortes diverses œuvres d'Octave Mirbeau, Anatole France, ou Gustave Flaubert, obtenant en 1929 une médaille d'or à l'exposition internationale des arts décoratifs de Nice. Il fournit des dessins pour la presse illustrée, dont Lectures pour tous.
À l'issue de la Première Guerre mondiale, il produit un portfolio, Les misères de la Guerre, regroupant des dessins figurant des visages mutilés de soldats : il avait été chargé de ce travail afin d'aider les chirurgiens de la face opérant au service de santé des Armées.
Au début de l'année 1929, il doit exécuter les costumes pour un film intitulé Les Croisés, réalisé par Dimitri Kirsanoff ; la production en a été suspendue.

## Œuvre

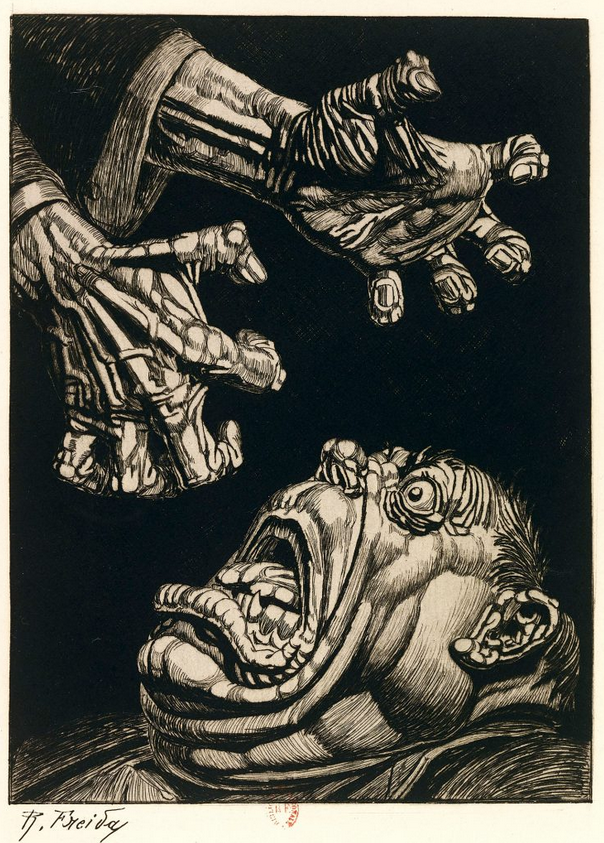
Eau-forte pour Le Jardin des supplices (1927, BNF).

### Conservation
- Musée des Hospices civils de Lyon : le musée conserve quatorze dessins de Gueules cassées[5],[6]...
- Paris, Église Saint-Honoré-d'Eylau : vitraux de Félix Gaudin d'après ses cartons (1909-1933)

### Illustrations d'ouvrage
- Poèmes Barbares, de Leconte de Lisle, 100 dessins gravés par Edmond-Jules Pennequin, chez A. Romagnol, en 1914 (300 exemplaires).
- Frontispice pour Miracles de Jean Richepin, collection « Pages de guerre », Paris, La Maison du livre, 1915.
- Gustave Hirschfeld, Une école de rééducation professionnelle des grands blessés de guerre. Tourvielle ; précédé de L'Organisation d'une école de blessés, Paris, Berger-Levrault / Lyon, A. Rey, 1917 ; avec neuf dessins.
- Œdipe roi, de Sophocle, chez Veuve Romagnol, en 1922[7] (300 exemplaires).
- Thaïs, d'Anatole France, chez Plicque, en 1924 (781 exemplaires).
- Hérodias, de Gustave Flaubert, chez Plicque, en 1926[8] (475 exemplaires).
- Le Jardin des supplices, d'Octave Mirbeau, chez Javal et Bourdeaux, en 1927 ; 22 eaux-fortes tirées par Alfred Porcabeuf[9] (538 exemplaires).